# Kiruna flygplats
Kiruna flygplats (IATA: KRN, ICAO: ESNQ) är Sveriges nordligast belägna regionala flygplats och ligger cirka 9 kilometer från Kiruna centrum, väster om Aptasvaarafjället. Driftbolaget marknadsför flygplatsen vid namnet Kiruna Airport. Läget i norra Sverige innebär mycket fritt luftrum runt flygplatsen och detta uppskattas av både företag och forskare som gärna kommer till Kiruna för att forska och testa produkter i extrema klimat. Amerikanska rymdstyrelsen Nasa har flera gånger genomfört ozonforskning med flygplatsen som bas, Boeing och Airbus har köldtestat sina flygplan och brittiska vädertjänsten Met Office har via Facility for Airborne Atmospheric Measurements (FAAM) bedrivit väderforskning här vid upprepade tillfällen.

## Flygbolag och destinationer

### Reguljära destinationer
| Flygbolag                 | Destinationer |
| ------------------------- | --- |
| Norwegian Air Shuttle     | Stockholm-Arlanda |
| Scandinavian Airlines     | Stockholm-Arlanda, Umeå |
| Eurowings                 | Stuttgart |
| Transun körs av Enter Air | Säsong: Birmingham, Bournemouth, Bristol, Doncaster, East Midlands, Exeter, Humberside, Leeds Bradford, London-Gatwick, Manchester, Newcastle |

### Övrigt flyg
- Flygambulans, postflyg och privatflyg finns. Helikopterföretaget Kallax flyg är baserat i Kiruna. Kallax flyg flyger på sommartid helikopterlinjen Nikkaloukta–Kebnekaise fjällstation.

## Transport vid flygplatsen
- Flygbuss till/från Kiruna centrum finns året runt för alla flyg till/från Stockholm, körs av Falcks Omnibus på uppdrag av Kiruna kommun.
- Buss 91 till Abisko - Riksgränsen - Narvik avgår en gång per dag från flygplatsen kring februari - maj och juni - september.
- Nikkaluoktaexpressen till Nikkaluokta avgår en eller två gånger per dag i mars - maj och juni - september
- Taxi och flygtaxi finns.
- Biluthyrning finns.
- Avgiftsbelagd parkering för egen bil finns.

## På flygplatsen
På flygplatsen finns informationsdisk, restaurang, souvenirbutik, kiosk samt trådlöst Internet.

## Olyckor
Den 15 mars 2012 kraschade ett norskt militärt transportplan av typen Lockheed Hercules in i Kebnekaise när det närmade sig landning på Kiruna flygplats. Alla fem ombord omkom.

## Statistik
Sökfråga på wikidata efter rådata.